# Пливање на Летњим олимпијским играма 2016 — 100 метара леђно за жене
Пливачке трке у дисциплини 100 метара леђно за жене на Летњим олимпијским играма 2016. одржане су другог и трећег дана пливачких такмичења, 7. и 8. августа у Олимпијском базену у Рио де Жанеиру. 
Учестовале су укупно 34 такмичарке из 28 земаља, а само такмичење се одвијало у три дела. Квалификације су одржане у подневном делу програма 7. августа, полуфинала у вечерњем термину истог дана када и квалификације, док је финале одржано дан касније. 
Златну медаљу освојила је репрезентативка Мађарске Катинка Хосу која је финалну трку испливала у времену новог националног рекорда своје земље од 58.45 секунди. Била је то њена друга златна медаља на олимпијским играма након што је дан раније освојила злато у дисциплини 400 мешовито. Сребро је припало репрезентативки Сједињених Држава Катлин Бејкер која је испливала резултат од 58.75 секунди минута, док су бронзану медаљу поделиле Канађанка Кајли Маси и Кинескиња Фу Јуенхуеј пошто су обе испливале идентично време од 58.76 секунди.

## Освајачи медаља
|                    | Резултат |                     | Резултат |                                      | Резултат |
|                    |          |                     |          |                                      |          |
| Катинка Хосу (HUN) | 58.45    | Катлин Бејкер (USA) | 58.75    | Фу Јуенхуеј (CHN) · Кајли Маси (CAN) | 58.76    |

## Рекорди
Уочи почетка трка у овој дисциплини важили су следећи светски и олимпијски рекорди:
| Светски рекорд    | Џема Спофорт | 58.12 | Рим, Италија                 | 28. јул 2009. |
| Олимпијски рекорд | Емили Сибом  | 58.23 | Лондон, Уједињено Краљевство | 29. јул 2012. |

Током такмичења нису постављени нови светски и олимпијски рекорди у овој дисциплини. 

## Квалификације
У квалификацијама које су пливане и у подневном делу програма 7. августа учестовале су 34 такмичарке из 28 земаља, а пливало се у 5 квалификационих група. Пласман у полуфинале остварило је 16 пливачица са најбољим временима квалификација. 
| Плас. | Трка | Стаза | Пливачица                 | Држава                     | Време   | Нап. |
| ----- | ---- | ----- | ------------------------- | -------------------------- | ------- | ---- |
| 1.    | 4    | 3     | Катлин Бејкер             | Сједињене Америчке Државе  | 58.84   | КВ   |
| 2.    | 5    | 4     | Емили Сибом               | Аустралија                 | 58.99   | КВ   |
| 3.    | 5    | 3     | Кајли Маси                | Канада                     | 59.07   | КВ   |
| 4.    | 4    | 4     | Мије Нилсен               | Данска                     | 59.13   | КВ   |
| 4.    | 5.   | 5     | Катинка Хосу              | Мађарска                   | 59.13   | КВ   |
| 6.    | 3    | 5     | Оливија Смолига           | Сједињене Америчке Државе  | 59.60   | КВ   |
| 7.    | 4    | 6     | Џорџија Дејвис            | Уједињено Краљевство       | 59.86   | КВ   |
| 8.    | 3    | 4     | Медисон Вилсон            | Аустралија                 | 59.92   | КВ   |
| 9.    | 4    | 5     | Фу Јуенхуеј               | Кина                       | 1:00.02 | КВ   |
| 10.   | 3    | 3     | Анастасија Зујева         | Русија                     | 1:00.04 | КВ   |
| 11.   | 3    | 2     | Керсти Ковентри           | Зимбабве                   | 1:00.13 | КВ   |
| 12.   | 5    | 2     | Доминик Бушар             | Канада                     | 1:00.18 | КВ   |
| 13.   | 4    | 8     | Матеа Самарџић            | Хрватска                   | 1:00.46 | КВ   |
| 14.   | 4    | 2     | Ванг Сјуеер               | Кина                       | 1:00.59 | КВ   |
| 15.   | 4    | 1     | Дуане да Роча             | Шпанија                    | 1:00.87 | КВ   |
| 16.   | 3    | 7     | Ејглоу Оуск Густавсдоутир | Исланд                     | 1:00.89 | КВ   |
| 17.   | 3    | 8     | Симона Баумртова          | Чешка                      | 1:01.08 |      |
| 18.   | 3    | 7     | Кира Таусаинт             | Холандија                  | 1:01.17 |      |
| 19.   | 2    | 5     | Клаудија Лау              | Хонгконг                   | 1:01.27 |      |
| 20.   | 4    | 1     | Јекатерина Руденко        | Казахстан                  | 1:01.28 |      |
| 21.   | 2    | 4     | Алицја Тхож               | Пољска                     | 1:01.31 |      |
| 22.   | 4    | 7     | Катарина Листопадова      | Словачка                   | 1:01.43 |      |
| 23.   | 3    | 6     | Дарија Устинова           | Русија                     | 1:01.45 |      |
| 24.   | 3    | 1     | Мимоса Јалов              | Финска                     | 1:01.58 |      |
| 25.   | 5    | 6     | Етијен Мадеирос           | Бразил                     | 1:01.70 |      |
| 26.   | 3    | 2     | Нацуми Сакај              | Јапан                      | 1:01.74 |      |
| 27.   | 2    | 3     | Алексус Лард              | Сејшели                    | 1:03.33 |      |
| 28.   | 2    | 2     | Кимико Рахим              | Шри Ланка                  | 1:04.21 |      |
| 29.   | 2    | 6     | Лара Батлер               | Кајманска Острва           | 1:04.98 | НР   |
| 30.   | 2    | 1     | Кајли Вотсон              | Америчка Девичанска Острва | 1:07.19 | НР   |
| 31.   | 1    | 4     | Гаврика Синг              | Непал                      | 1:08.45 |      |
| 32.   | 1    | 5     | Евелина Афоа              | Самоа                      | 1:08.74 |      |
| 33.   | 2    | 7     | Талиса Ланое              | Кенија                     | 1:10.02 |      |
| 34.   | 1    | 3     | Рита Зећири               | Република Косово           | 1:12.31 | НР   |

## Полуфинале
Полуфиналне трке пливане су у вечерњем делу програма 8. августа, а пласман у финале остварило је 8 такмичарки са најбољим временима полуфинала. 
Прво полуфинале
| Плас. | Стаза | Пливачица                 | Држава                    | Време   | Нап. |
| ----- | ----- | ------------------------- | ------------------------- | ------- | ---- |
| 1.    | 6     | Медисон Вилсон            | Аустралија                | 59.03   | КВ   |
| 2.    | 5     | Мије Нилсен               | Данска                    | 59.18   | КВ   |
| 3.    | 4     | Емили Сибом               | Аустралија                | 59.32   | КВ   |
| 4.    | 3     | Оливија Смолига           | Сједињене Америчке Државе | 59.35   | КВ   |
| 5.    | 2     | Анастасија Зијева         | Русија                    | 59.68   |      |
| 6.    | 7     | Доминик Бушар             | Канада                    | 1:00.54 |      |
| 7.    | 8     | Ејглоу Оуск Густавсдоутир | Исланд                    | 1:00.65 |      |
| 8.    | 1     | Ванг Сјуеер               | Кина                      | 1:01.44 |      |

Друго полуфинале
| Плас. | Стаза | Пливачица       | Држава                    | Време   | Нап.   |
| ----- | ----- | --------------- | ------------------------- | ------- | ------ |
| 1.    | 4     | Катлин Бејкер   | Сједињене Америчке Државе | 58.84   | КВ     |
| 2.    | 3     | Катинка Хосу    | Мађарска                  | 58.94   | КВ     |
| 3.    | 2     | Фу Јуенхуеј     | Кина                      | 58.95   | КВ     |
| 4.    | 5     | Кајли Маси      | Канада                    | 59.06   | КВ, НР |
| 5.    | 6     | Џорџија Дејвис  | Уједињено Краљевство      | 59.85   |        |
| 6.    | 7     | Керсти Ковентри | Зимбабве                  | 1:00.26 |        |
| 7.    | 1     | Матеа Самарџић  | Хрватска                  | 1:00.60 |        |
| 8.    | 8     | Дуане да Роча   | Шпанија                   | 1:00.85 |        |

## Финале
| Плас. | Стаза       | Пливачица       | Држава                    | Време | Нап. |
| ----- | ----------- | --------------- | ------------------------- | ----- | ---- |
|       | 5           | Катинка Хосу    | Мађарска                  | 58.45 | НР   |
|       | 4           | Катлин Бејкер   | Сједињене Америчке Државе | 58.75 |      |
|       | 2           | Кајли Маси      | Канада                    | 58.76 | НР   |
| 3     | Фу Јуенхуеј | Кина            | НР                        | 58.76 |      |
| 5.    | 7           | Мије Нилсен     | Данска                    | 58.80 |      |
| 6.    | 8           | Оливија Смолига | Сједињене Америчке Државе | 58.95 |      |
| 7.    | 1           | Емили Сибом     | Аустралија                | 59.19 |      |
| 8.    | 6           | Медисон Вилсон  | Аустралија                | 59.23 |      |